# خلیج فتحیه

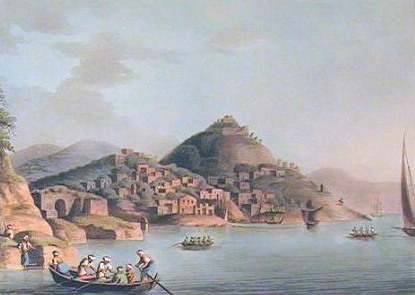
خلیج تلمسوس، نقاشی از لویجی مایر.

خلیج فتحیه (ترکی استانبولی: Fethiye Körfezi) شاخه‌ای از دریای مدیترانه در جنوب غربی ترکیه است. شهرهای فتحیه و گوجک از استان موغله در پیرانون این خلیج واقع شده‌اند. این خلیج در غرب با دماغه کرداغلو و از شرق با دماغه ابلیس (دماغه آنگیسترو) محدود شده‌است.
این خلیج منطقه محبوبی برای گردشگری و قایقرانی است. تا سال ۱۹۲۳، به آن خلیج مغری یا مکری می‌گفتند که نام اصلی یونانی برای فتحیه بود.
خلیج فتحیه در لیکیه باستانی واقع شده‌است و در قدیم به آن خلیج تِلمِسوس یا گلوکوس (احتمالاً به خاطر گلوکوس پسر هیپولوکوس) گفته می‌شد. معروف بود. آثار شهرهای باستانی لیدائه و تلمسوس (فتحیه امروزی) در کنار این خلیج قرار دارند.